# Ford Mondeo I
Pour un aperçu complet de tous les modèles de Mondeo, voir Ford Mondeo.
La Ford Mondeo I (première génération) est une familiale routière produite par le constructeur automobile américain Ford, à partir du 23 novembre 1992, mise en vente à partir du 22 mars 1993. Elle est également connue sous le nom de Mondeo Mk I; les versions reliftées de 1996 sont généralement désignées Mk II. Disponibles en berline quatre portes, berline à hayon cinq portes et break cinq portes, tous les modèles destinés au marché européen ont été produits dans l'usine Ford de la ville belge de Genk. En décembre 1992, Autocar a publié une section sur la Mondeo et comment elle allait conquérir ses rivales.
Conçue comme une voiture mondiale, elle a remplacé la Ford Sierra en Europe, la Ford Telstar dans une grande partie de l'Asie et d'autres marchés, tandis que la Ford Contour et la Mercury Mystique ont remplacé la Ford Tempo et la Mercury Topaz en Amérique du Nord. Bien qu'elle soit présentée comme une voiture mondiale, les seuls éléments externes que la Mondeo partageait initialement avec la Contour étaient le pare-brise, les vitres avant, les rétroviseurs avant et les poignées de porte. Ainsi, le projet CDW27 s'est avéré ne pas être une véritable voiture mondiale dans le sens où la Ford Focus d'origine et les nouvelles Ford développées dans le cadre de la politique "One Ford" se sont avérées être un modèle par segment pour le monde entier. La Mondeo de première génération a été remplacée en 2000 par la deuxième génération plus grande; aux États-Unis et au Canada, la Countour/Mystique a été remplacé par la Ford Fusion et la Taurus de quatrième génération et la Mercury Sable de quatrième génération.

## Modifications par année modèle
Mai 1994
Une gamme de modèles révisée a été introduite dans le cadre du lancement par Ford d'une nouvelle version de moteur V6 24v dans les niveaux de finition 24v et Ghia.
Des modifications mineures ont été apportées à la conception des rails de bagages sur le toit du break, le contour de la trappe à carburant et de la poignée de dégagement du coffre a été retiré, le couvercle de la boîte à gants du tableau de bord sous le conducteur a été retiré et les détails de peinture noire du pare-chocs ont été modifiés pour être complètement de couleur carrosserie sur tous les modèles, des bandes de porte latérales plus minces de 3 pièces ont remplacé les larges moulures précédentes sur certains modèles.
Une boîte de vitesses MTX75 révisée avec un fonctionnement d'embrayage hydraulique et un compteur de vitesse électronique et un capteur de boîte de vitesses, remplaçant le fonctionnement par câble de l'embrayage et du compteur de vitesse précédents
La sécurité des voitures a été améliorée avec l'introduction du système PATS avec des transpondeurs montés sur chacune des 3 clés de voiture émises (la clé rouge est le maître) et codés sur le système d'immobilisation de l'ECU. Le verrouillage infrarouge à distance est disponible en option sur la plupart des modèles et de série sur la Ghia
L'unité principale du système audio haut de gamme avec caisson de basses a été abandonnée de la liste d'option.
L'Aspen a remplacé le modèle «Base», mais a conservé les caractéristiques de base et étaient les seuls modèles à avoir des vitres avant à remontage manuel
Le modèle 24v a été présenté comme une version de performance économique, avec des sièges sport, jantes et garnitures en acier de 15 po avec pneus 205/55, panneau arrière central rouge transparent (berline uniquement), mais n'a que le niveau de finition intérieur et extérieur de la LX
L'intérieur de la Ghia a été mis à jour avec un nouveau tableau de bord, des carénages de console centrale et des inserts de tirage de porte avant en tissu et effet bois, remplaçant les gris du modèle Ghia précédent. Les jantes en alliage de 15 pouces comme sur la Scorpio étaient équipées de pneus 205/55 remplaçant les précédentes jantes en alliages à 5 branches de 14 pouces avec des pneus 195/60. Une nouvelle calandre avant chromée est ajoutée et un panneau arrière central rouge transparent remplace le panneau sombre (berline uniquement), pour distinguer le modèle des voitures de finitions inférieures. Le lave-phares est supprimé de la finition standard et est un supplément en option
Septembre 1995
Un modèle Ghia X est présenté avec presque toutes les options disponibles sur le modèle Ghia précédent, y compris les sièges en cuir et l'accoudoir central (mais en retenant le tissu sur les cartes de porte intérieures), lave-phares, régulateur de vitesse et ordinateur de carburant
Le modèle Ghia est déclassé avec des roues en acier de 15 pouces et des enjoliveurs à rayons multiples et certains conforts intérieurs sont supprimés et uniquement disponibles en option
Le modèle 24v a été abandonné et un modèle Si 24v a été ajouté.
La boîte de vitesses MTX75 2.0 Si à rapport court est silencieusement remplacée par l'unité 2.0 standard car les commentaires des clients ont déclaré qu'elle était trop bruyante sur l'autoroute
De nouvelles moulures latérales elliptiques en 2 pièces ont été introduites en ligne avec d'autres modèles Ford, remplaçant les versions linéaires en 3 pièces, avec une nouvelle aile avant avec clignotant latéral situé plus bas en ligne avec les nouvelles moulures de porte.
1996
Alors que la production de la Mk2 était en cours de préparation, la Mk1 a commencé à recevoir certaines des révisions destinées à la Mk2, notamment:
Une canalisation d'admission simplifiée sur les moteurs 4 cylindres Zetec
Un design de phare mis à jour, avec la lentille incluse sur le verre du phare principal et la lentille en plastique retirée pour une meilleure transmission de la lumière
Les poignées de déverrouillage et les entourages intérieurs plus arrondis des portes de la Mk2 ont été installés sporadiquement, car les stocks des poignées d'origine étaient épuisés

## Design et développement

### Mk I
Instiguée en 1986 (juste avant que sa prédécesseur la Sierra ne reçoive un lifting majeur), la conception de la voiture a coûté 6 milliards de dollars à Ford. C'était l'un des programmes de voitures neuves les plus coûteux de tous les temps. La Mondeo était importante car sa conception et son marketing étaient partagés entre Ford USA à Dearborn et Ford Europe. Son nom de code en cours de développement reflétait ceci: CDW27 signifiait qu'elle chevauchait les catégories de taille C et D et était une «voiture mondiale» (World car en anglais). Le chef du projet Mondeo était John Oldfield, basé chez Ford Dunton dans l'Essex.
Une grande partie du coût de développement élevé était due au fait que la Mondeo avait un design complètement nouveau, partageant très peu, voire rien, avec la Ford Sierra. Contrairement à la Sierra, la Mondeo est à traction avant dans sa forme la plus courante, avec une version à quatre roues motrices plus rare disponible sur la voiture Mk I. De manière trop optimiste, le plateau du plancher a été conçu pour accepter pratiquement tous les groupes motopropulseurs imaginables, d'un moteur transversal à quatre cylindres en ligne à un V-8 longitudinal[réf. nécessaire]. Cela a abouti à un logement de cloche et un tunnel de transmission extrêmement intrusifs et pour la plupart abandonnés. En conséquence, l'intérieur avant, en particulier au niveau des pieds, semble plus étroit que ce à quoi on pourrait s'attendre d'un véhicule de cette taille. La Mondeo présentait de nouvelles transmissions manuelles et automatiques et une conception de suspension sophistiquée, qui lui confèrent des qualités de maniabilité et de conduite de premier ordre, ainsi que des sous-cadres avant et arrière pour lui donner le raffinement d'une voiture de direction. La transmission automatique comportait une commande électronique avec modes sport et économie ainsi qu'une surmultiplication commutable. Le directeur du programme à partir de 1988, et tout au long de son développement initial, était David Price.
En 1989, Ford avait confirmé qu'ils lanceraient une toute nouvelle voiture à traction avant dans les quatre prochaines années pour remplacer la Sierra, bien qu'ils n'aient pas encore décidés si le nom Sierra continuerait ou serait remplacé, avec certains rapports ultérieurs laissant même entendre que le nom Cortina pourrait faire un retour, après avoir été supprimé en 1982 lorsqu'il a été remplacé par la Sierra. Plusieurs prototypes ont été testés cette année-là, mais le lancement de la Nissan Primera en 1990 a incité Ford à apporter un certain nombre de modifications majeures au produit final, car il voyait la nouvelle concurrente de Nissan comme étant la voiture de référence dans ce secteur, après avoir identifié la Honda Accord en tant que leader de la catégorie.
La voiture a été lancée au milieu de temps turbulents chez Ford Europe, lorsque la division hémorrageait des centaines de millions de dollars[réf. nécessaire], et avait acquis dans la presse automobile une réputation pour vendre des produits qui avaient été conçus par des comptables plutôt que des ingénieurs. L'Escort de cinquième génération et l'Orion de troisième génération de 1990 ont été l'apogée de cette philosophie de réduction des coûts/prix élevés, qui commençait alors à se retourner contre Ford, les voitures étant prévues pour leur conduite et leur maniabilité médiocres, bien que le lifting de 1992 avait vu les choses s'améliorer un peu. La Sierra s'était bien vendue, mais pas aussi bien que la Cortina conquérante avant elle, et en Grande-Bretagne, elle avait été dépassée dans les graphiques des ventes par la nouvelle Vauxhall Cavalier. Auparavant, les clients fidèles se tournaient déjà vers les produits rivaux européens et japonais, et au moment du lancement de la Mondeo, l'avenir de l'Europe en tant que base de fabrication de Ford était en jeu. La nouvelle voiture devait être bonne et se vendre. Elle a été dévoilée au public le 23 novembre 1992, mais les ventes ne commenceraient pas avant quatre mois. À ce stade, Ford a confirmé que la nouvelle voiture porterait un tout nouveau nom et s'appellerait la Mondeo.
La sécurité était une priorité élevée dans la conception de la Mondeo, avec un airbag côté conducteur (c'était la première voiture vendue dès le début avec un airbag conducteur dans toutes ses versions, ce qui l'a aidée à remporter le titre de voiture européenne de l'année pour 1994), barres latérales, prétensionneurs de ceinture de sécurité et systèmes de freinage antiblocage (modèles haut de gamme) de série. Les autres caractéristiques de cette année comprenaient l'amortissement adaptatif, suspension autonivelante (modèles haut de gamme), antipatinage (versions V6 et 4 roues motrices) et pare-brise chauffant de marque Quickclear.
Les intérieurs étaient généralement bien aménagés, avec des garnitures en velours, un accoudoir avec stockage CD et cassette, verrouillage central (souvent à distance), vitres électriques (à l'arrière aussi sur les modèles haut de gamme), rétroviseurs électriques, entrée éclairée, sièges arrière rabattables à plat, etc. Les modèles haut de gamme avaient des sièges en cuir, ordinateurs de voyage, toit ouvrant électrique, changeur de CD et jantes en alliage.
Au cours de son développement, Ford a utilisé la Honda Accord de 1986 et dans les étapes ultérieures la Nissan Primera de 1990 comme références de catégorie que la CDW27 devait battre.

### Mk II (lifting)

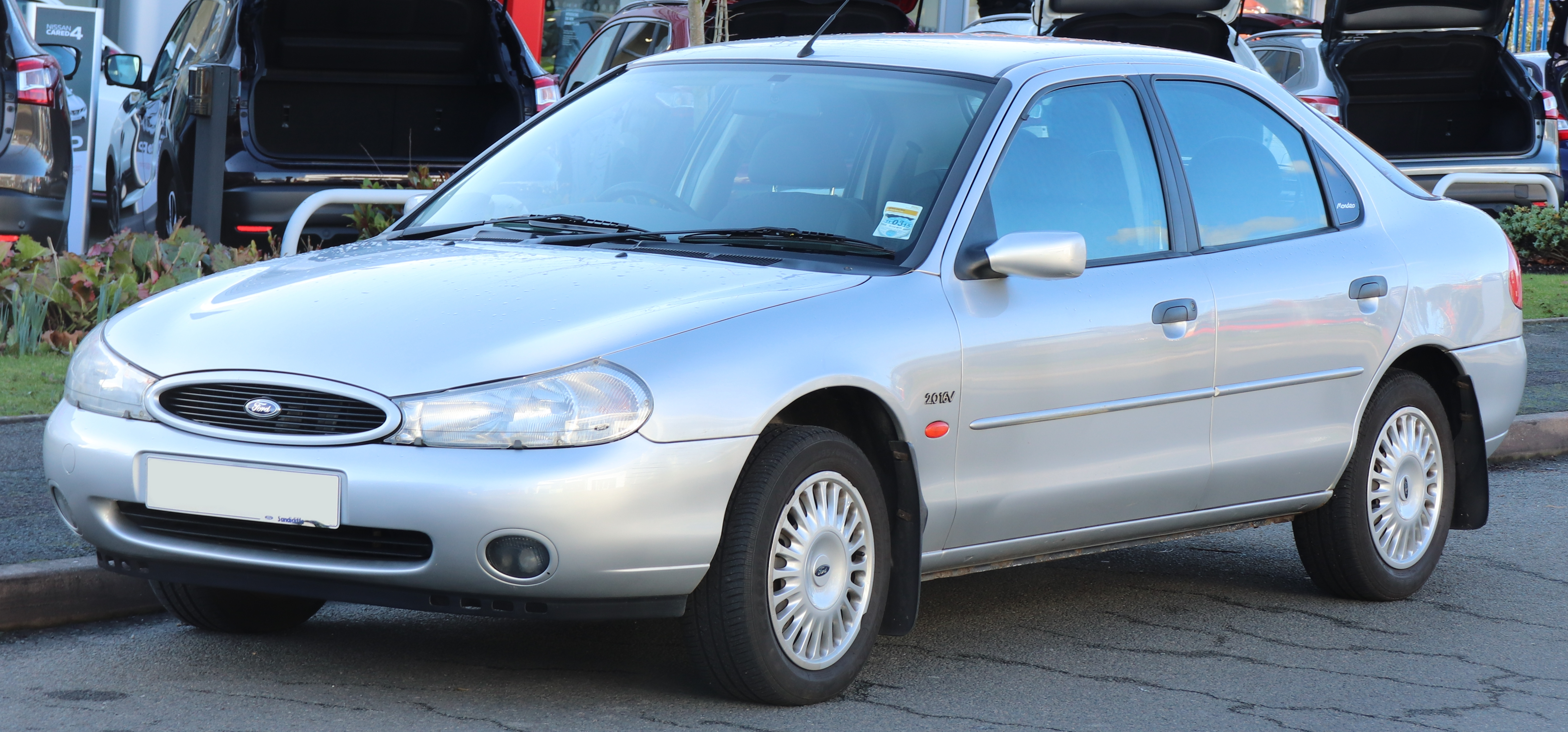
Berline à hayon (lifting)

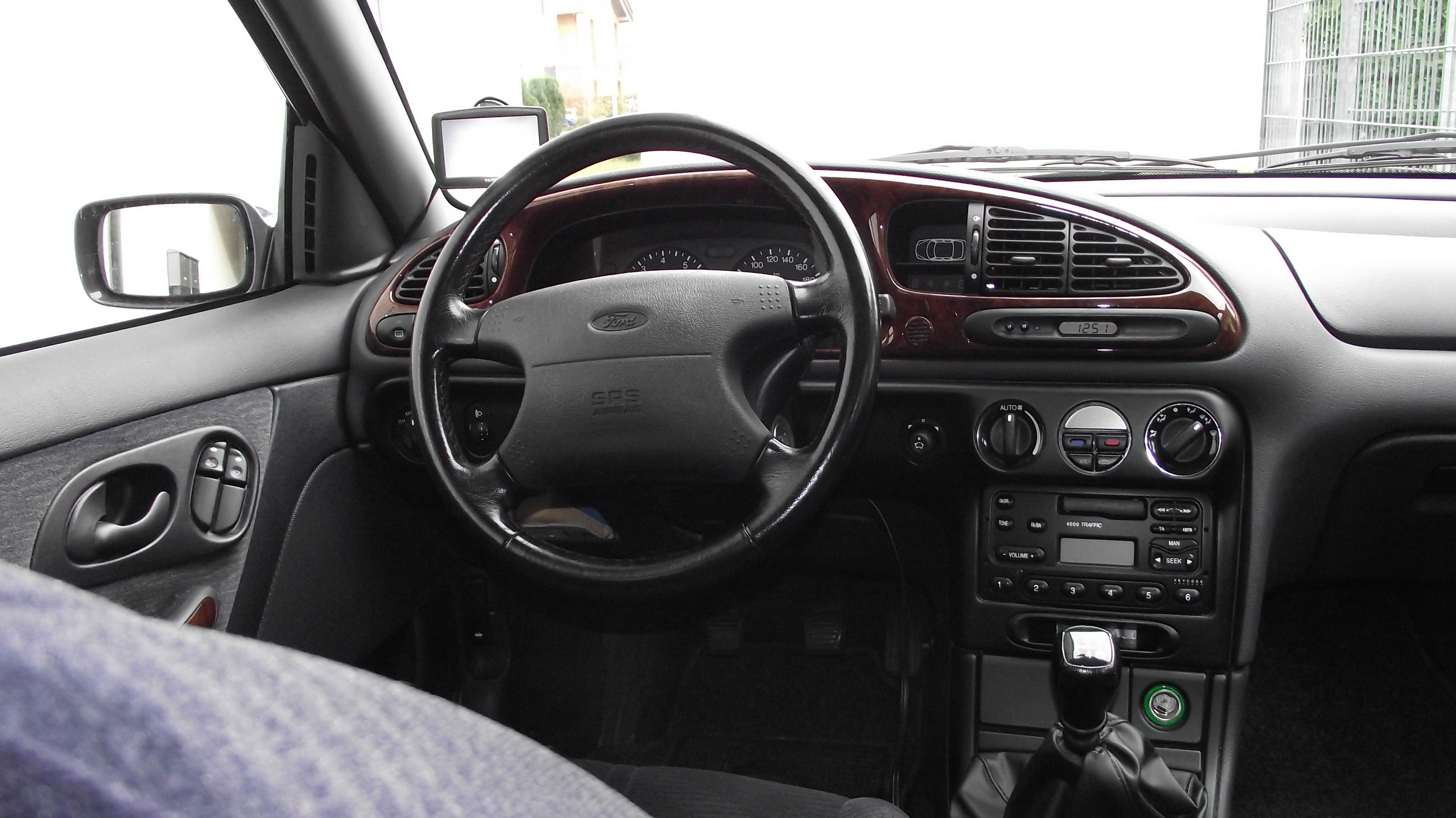
Intérieur de la Mk II

Le lifting de mi-cycle, lancé en octobre 1996, avait trois des plus grandes critiques qui ont été adressées à la Mondeo originale: son style fade, les performances médiocres des phares, dont les réflecteurs qui jaunissent rapidement, et le dégagement pour les jambes arrière étroit. L'abaissement, à cette époque, des niveaux de finition (par exemple, la climatisation et les jantes en alliage sont devenues facultatives sur les modèles Ghia britanniques) peut indiquer le désir de Ford de réduire les coûts et de récupérer une partie des sommes considérables investies dans la conception d'origine. Ces niveaux de finition ont à nouveau été améliorés en 1998 alors que la Mondeo approchait du remplacement.
Le lifting n'a laissé que les portes, le toit et les panneaux latéraux arrière du break similaire à ceux du modèle d'origine. Même les bouches d'aération des portes arrière ont été remplacées par un panneau portant le nom Mondeo. Le changement le plus notable a été l'introduction de la calandre et des unités d'éclairage plus grandes et enveloppantes. La version berline comportait des feux arrière distinctifs. Ceux-ci incorporaient un panneau réflecteur supplémentaire qui s'étendait autour du dessus et du côté des ailes arrière. Contrairement aux itérations vues sur la Scorpio et la Fiesta Mk IV fortement rénovées l'année précédente, ce lifting a été bien accueilli.
L'intérieur a également été légèrement révisé, bien que l'architecture de base du tableau de bord soit la même qu'avant. Les spécifications de sécurité ont été améliorées, la voiture obtenant un airbag conducteur de taille normale à la place du plus petit "airbag européen" installé dans la Mondeo Mk I. La Mk II a obtenu une note de trois étoiles dans les tests Euro NCAP, ce qui était dans la moyenne pour ses rivales de l'époque (le même résultat que la Vauxhall Vectra, meilleur que les Citroën Xantia et Peugeot 406, et pire que la Nissan Primera). La structure des voitures a subi une intrusion excessive dans le plancher lors de l'impact frontal et un déplacement inquiétant du montant B lors de l'essai latéral.
Le moteur Zetec a été entièrement révisé en 1998. La version mise à jour était beaucoup plus raffinée à hauts régimes, répondant à une critique commune de celle-ci.
En décembre 1998, Ford a sorti en Europe une voiture de sport avec une carrosserie de coupé basée sur la Mondeo Mk II appelée Ford Cougar (ou Mercury Cougar en Amérique du Nord). Cette voiture partageait les moteurs (quatre cylindres en ligne de 2.0 L, V6 de 2.5 L), les transmissions, la suspension (partiellement) et les planchers de la Mondeo, mais la carrosserie était unique à la Cougar et a été l'une des dernières voitures Ford à être conçue selon la philosophie New Edge de Ford.

## Moteurs
En plus d'une toute nouvelle plate-forme, la Mondeo utilisait également les nouveaux moteurs Zetec de Ford, vus pour la première fois en 1991 dans les Ford Escort, Ford Orion et Ford Fiesta.
Trois versions du moteur Zetec à 16 soupapes ont été utilisées. La version 1,6 L (évaluée à 90 ch (66 kW)) de l'Escort a été utilisée, un 1,8 L (115 ch (85 kW)) que l'on retrouve également dans l'Escort et la Ford Fiesta (105 et 130 ch (77 et 96 kW)), tandis qu'une nouvelle version 2,0 L de 136 ch (100 kW) a été lancée.
Une alternative aux moteurs Zetec était l'Endura-D turbo-diesel de 1,8 L. Ce moteur avait ses origines dans l'ancienne conception du moteur diesel de 1,6 L (qui en soi était basé sur le bloc moteur Kent OHV essence des Escort Mk1-2 et Fiesta Mk1) et était utilisé dans la Fiesta et ailleurs. Bien que non sans mérite, il n'était pas considéré comme un concurrent sérieux aux autres moteurs diesels européens tels que celui produit par Peugeot. Le contraste entre cette unité et la concurrence semblait énorme au moment où le moteur a été abandonné en 2000. Étrangement, les véhicules à moteur diesel pouvaient facilement être distingués par le fait qu'ils avaient une calandre légèrement redessinée afin que plus d'air circule vers le refroidisseur intermédiaire monté sur le dessus.
Un nouveau moteur V6 de conception américaine a été introduit en 1994 dans le cadre d'un examen de la gamme des modèles, sous la forme du V6 Duratec 2,5 L à 24 soupapes de 177 ch (130 kW), principalement inclus pour les marchés où les moteurs essence quatre cylindres ne sont pas favorisés et sont généralement destinés à l'acheteur européen haut de gamme. Ce moteur, dévoilé pour la première fois dans la cousine nord-américaine de la Mondeo, la Ford Contour, se caractérise par son fonctionnement en douceur, ses arbres à cames entraînés par chaîne et ses papillons supplémentaires dans l'admission inférieure pour fermer le chemin d'admission d'une soupape, donnant un meilleur couple à bas régime, il fonctionnait sous vide dans la Mk1 et était contrôlé électroniquement dans la Mk2. Ce moteur portait à l'origine la marque 24v sur la Mk1, mais porta plus tard le nom V6 plus glamour.
Ce moteur a également été utilisé pour introduire la nouvelle finition "ST" dans la gamme Mondeo en tant que modèle phare (avec moins de caractéristiques qu'une Ghia ou une Ghia X), la ST24 de 1997. La puissance du moteur est restée à 177 ch (130 kW), la même que celle des autres modèles à moteur 2,5 L (elle était donc plus lente qu'une 24v Mk I), mais la ST présentait une garniture de cabine unique (sièges en demi-cuir), jantes en alliage uniques de 16 pouces (qui n'étaient à l'origine disponibles que sur la Ghia X Estate) et une finition d'apparence avec kit carrosserie complet, la Rally Sport, de série. L'option kit carrosserie était répertoriée comme étant une option supprimable pour ceux qui ne voulaient pas qu'elle soit installée en standard. Elle a ensuite été remplacée par la ST200 Limited Edition en 1999, avec une version SVT du V6 Duratec d'une puissance de 200 PS (150 kW).
Bien qu'aucun de ces modèles ne se soit jamais vendu en grand nombre, le marketing était important pour Ford, car il s'agissait d'une introduction de la gamme ST en tant que côté plus sportif de la gamme complète, d'autant plus significative qu'en dehors de la Focus RS, les gammes de modèles XR et RS ont été progressivement supprimées au cours des années 90.
Ford a brièvement vendu une version utilisant le moteur Zetec de 2.0 L et quatre roues motrices, disponible entre 1995 et 1996 sur les voitures avec finition Si, Ghia et Ghia X et en 1997 sur la Mk2 dans certains pays européens.
| Modèle    | Années    | Moteur et type                          | Moteur et type | Cylindrée | Puissance                      | Couple                 |
| --------- | --------- | --------------------------------------- | -------------- | --------- | ------------------------------ | ---------------------- |
| 1.6       | 1993–1999 | Quatre cylindres en ligne à 16 soupapes | Zetec          | 1 597 cm3 | 66 kW (90 ch) à 5 250 tr/min   | 135 N m à 3 500 tr/min |
| 1.6       | 1999–2000 | Quatre cylindres en ligne à 16 soupapes | Zetec          | 1 597 cm3 | 70 kW (95 ch) à 5 250 tr/min   | 142 N m à 3 600 tr/min |
| 1.8       | 1993–2000 | Quatre cylindres en ligne à 16 soupapes | Zetec          | 1 796 cm3 | 85 kW (116 ch) à 5 750 tr/min  | 158 N m à 3 750 tr/min |
| 2.0       | 1993–1996 | Quatre cylindres en ligne à 16 soupapes | Zetec          | 1 988 cm3 | 100 kW (136 ch) à 6 000 tr/min | 175 N m à 4 000 tr/min |
| 2.0       | 1996–2000 | Quatre cylindres en ligne à 16 soupapes | Zetec          | 1 988 cm3 | 96 kW (131 ch) à 5 600 tr/min  | 178 N m à 4 000 tr/min |
| 2.0 4x4   | 1993–1996 | Quatre cylindres en ligne à 16 soupapes | Zetec          | 1 988 cm3 | 97 kW (132 ch) à 6 000 tr/min  | 175 N m à 4 000 tr/min |
| 2.5       | 1994–1998 | V6 à 24 soupapes                        | Duratec        | 2 544 cm3 | 125 kW (170 ch) à 6 250 tr/min | 220 N m à 4 250 tr/min |
| 2.5       | 1998–2000 | V6 à 24 soupapes                        | Duratec        | 2 495 cm3 | 125 kW (170 ch) à 6 250 tr/min | 220 N m à 4 250 tr/min |
| 2.5 ST200 | 1999–2000 | V6 à 24 soupapes                        | Duratec        | 2 495 cm3 | 151 kW (205 ch) à 6 500 tr/min | 235 N m à 5 500 tr/min |
| 1.8 TD    | 1993–2000 | Quatre cylindres en ligne à 8 soupapes  | Endura-D       | 1 753 cm3 | 66 kW (90 ch) à 4 500 tr/min   | 177 N m à 2 250 tr/min |

## Marché

### Europe
La gamme de 1992–1996 avait les niveaux de finition suivants:
Marché britannique
- Base : Zetec de 1.6L, turbodiesel de 1.8 L, niveau de finition de base, berline 4 portes, berline à hayon 5 portes, break (remplacé par Aspen en 1995)
- Aspen : Zetec de 1.6 L, turbodiesel de 1.8 L, niveau de finition de base, berline à hayon 5 portes, break
- LX : Zetec de 1.6 L/1.8 L/2.0 L, turbodiesel de 1.8 L, niveau de finition de milieu de gamme, berline 4 portes, berline à hayon 5 portes, break
- GLX : Zetec de 1.6 L/1.8 L/2.0 L, turbodiesel de 1.8 L, version de luxe de la LX, berline 4 portes, berline à hayon 5 portes, break
- 24v : V6 Duratec de 2.5L, berline 4 portes, berline à hayon 5 portes, break (1994-1995 seulement), avec sièges sport et jantes et garnitures en acier de 15 po
- Si : 4 cylindres de 2.0 L avec boîte de vitesses à rapport plus court, V6 Duratec de 2.5 L (sept 1995-aoû 1996 seulement), version sportive, berline 4 portes, berline à hayon 5 portes, break, 4x4 en option sur le Zetec de 2.0L
- Ghia : Zetec de 1.8 L/2.0 L, V6 Duratec de 2.5 L, turbodiesel de 1.8 L, niveau de finition de milieu de gamme, berline 4 portes, berline à hayon 5 portes, break, 4x4 en option sur le Zetec de 2.0 L
- Ghia X : (1995-1996 seulement) Zetec de 2.0L, V6 Duratec de 2.5 L, turbodiesel de 1.8L, niveau de finition de luxe, berline 4 portes, berline à hayon 5 portes, break 5 portes (à partir de 1995), 4x4 en option sur le Zetec de 2.0 L

Les versions en édition spéciale comprenaient les moteurs Ultima de 1,8 L (1993-1994 seulement) et Verona turbodiesel de 1,8 L (1995-1996 seulement) qui comprenaient un mélange de composants des modèles bas de gamme et haut de gamme et des garnitures intérieures exclusives.
La Mk1 était disponible avec une option d'usine ou de concessionnaire, un kit carrosserie RS, de 1993 à 1995, consistant en un style de pare-chocs aérodynamique supplémentaire à l'avant et à l'arrière collé aux pare-chocs d'usine, jupes latérales et un spoiler monté sur le couvercle du coffre sur toutes les carrosseries, avec un choix de jantes en alliage de 15" et 16". Un kit carrosserie plus subtile a été proposé en option de septembre 1995 à août 1996, comprenant des pare-chocs de remplacement avec des phares antibrouillard avant ronds et des jupes latérales lisses, les spoilers de coffre avaient un feu stop supplémentaire de haut niveau ajouté.
Une version spéciale de la Si de 2.0 L était disponible en 1993–1994 en nombre limité et peinte en Citrine Yellow avec une version spéciale du tissu de siège de la Si et inclus le kit carrosserie RS complet, celles-ci ont été remises à chaque concessionnaire Ford en tant qu'outil promotionnel à vendre et un nombre encore plus petit de ces voitures (~ 50) ont été réglés par un concessionnaire, Hendy Ford, et étaient équipés de différents arbres à cames, produisant environ 150 PS et pouvaient être identifiés par des graphiques spéciaux sur les côtés.
Les niveaux de finition supplémentaires sur d'autres marchés européens comprenaient:
- Mirage : Zetec de 1.6 L, niveau de finition de base, berline 4 portes, berline à hayon 5 portes, break - offert uniquement aux Pays-Bas[réf. nécessaire]
- CLX : Zetec de 1.6 L/1.8 L/2.0 L, turbodiesel de 1.8 L, niveau de finition de milieu de gamme, berline 4 portes, berline à hayon 5 portes, break - non offert au Royaume-Uni[réf. nécessaire]
- Verona : 1.8 L, niveau de finition de milieu de gamme, berline 4 portes, berline à hayon 5 portes
- GLX : Zetec de 1.6 L/1.8 L/2.0 L, turbodiesel de 1.8 L, version de luxe de la CLX, berline 4 portes, berline à hayon 5 portes, break
- Business Edition : 4 cylindres de 1.6 L/1.8 L/2.0 L, V6 de 2.5 L, turbodiesel de 1.8 L, version de luxe du niveau de finition LX, berline 4 portes, berline à hayon 5 portes, break - offert uniquement aux Pays-Bas[réf. nécessaire]
- GT : 4 cylindres de 1.8 L/2.0 L, V6 de 2.5 L, turbodiesel de 1.8 L, version sportive, berline 4 portes, berline à hayon 5 portes, break. Uniquement offert aux Pays-Bas[réf. nécessaire], équivalent à la finition SI du Royaume-Uni
- V6 : V6 de 2.5 L, version de luxe, berline 4 portes, berline à hayon 5 portes, break. Jamais offert avec un V6 (de base) aux Pays-Bas, uniquement dans les Business Edition ou GT[réf. nécessaire].

La gamme de 1996-2000 avait les niveaux de finition suivants:
- Aspen : Zetec de 1.6 L, Endura TD de 1.8 L, niveau de finition de base, 5 portes, break
- LX : Zetec de 1.6/1.8/2.0 L, Endura TD de 1.8 L, niveau de finition de milieu de gamme, 4 portes, 5 portes, break
- Verona : Zetec de 1.8 L, niveau de finition de milieu de gamme, 5 portes
- GLX : Zetec de 1.8/2.0 L, Endura TD de 1.8 L, niveau de finition de milieu de gamme, 4 portes, 5 portes, break
- Si : Zetec de 2.0 L, V6 2.5 L de 170 ch, version sportive, 4 portes, 5 portes, break
- Zetec : Zetec de 1.8/2.0 L, remplacée la Si, 5 portes, break
- Zetec-S : Zetec de 2.0 L, édition spéciale rare basée sur la Zetec avec kit carrosserie ST, 5 portes
- Ghia : Zetec de 2.0 L, V6 2.5 L de 170 ch, Endura TD de 1.8 L, niveau de finition de luxe
- Ghia X : Zetec de 2.0 L, V6 2.5 L de 170 ch, Endura TD de 1.8 L, niveau de finition haut de gamme
- ST24 : V6 2.5 L de 170 ch, garniture en cuir sur siège baquet de luxe Sports Variant, suspension sport, kit RSAP
- ST200 : V6 2.5 L de 205 ch, variante sportive rare en édition limitée produite de 1999 à 2000 à 5000 exemplaires dont seulement 300 pour le marché français, garniture en cuir de luxe Recaro, jantes alliages de 17", moteur et suspension réglés, kit RSAP, contrôle numérique de la température

Les variantes sportives de la Mondeo Mk II rénovées comprenaient la ST24 et la ST200. La ST24 produisait 170 ch (130 kW) à partir de son moteur V6 24v de 2,5 litres et a été lancée avec kit carrosserie et une finition d'apparence Rally Sport, avec suspension sport et sièges baquets sport en demi-cuir. La ST24 de configuration standard faisait un départ arrêté de 0 à 100 km/h en 8,0 secondes, couplé à une vitesse maximale de 238 km/h. L'Amérique du Nord a obtenu une version SE "Sport" de la Contour, qui comportait des roues exclusives et les très convoités freins arrière Sport Drum de 229 mm. Les freins à disque arrière sont finalement devenus disponibles en Amérique du Nord sur certains modèles de Contour et de Mystique, bien que certains clients aient déploré le niveau de sensation réduit par rapport aux tambours sport d'origine.
La ST200 a ensuite été lancée en tant que voiture de passionné, avec un moteur V6 24v de 2,5 litres réglé pour produire 202 ch (151 kW). Ce moteur permettait à la ST200 de faire un départ arrêté de 0 à 97 km/h en 7,7 secondes environ, et d'atteindre une vitesse maximale de 151 mi/h (243 km/h). Le réglage comprenait des cames, un volant et un collecteur supérieur différents, pour n'en nommer que quelques-uns. Cette version de la Mondeo avait également une suspension sport encore plus dure que la ST24, et était livrée avec des sièges baquets sport Recaro en demi-cuir, le cuir intégral était disponible en option. La ST200 a été mise en vente en couleur Imperial Blue, Stardust Silver, Panther Black et Radiant Red. 66 ont également été fabriquées en Diamond White 73 (principalement pour l'usage de la police). L'homologue nord-américain de ce modèle était connu sous le nom de Contour SVT.

### Afrique
En Afrique du Sud, les niveaux de finition proposés étaient:
- LX : Zetec de 1.8 L, niveau de finition de milieu de gamme, berline 4 portes
- CLX : Zetec de 2.0 L, niveau de finition de milieu de gamme, berline 4 portes
- 2.0 Aspen : Zetec de 2.0 L, version de luxe de la LX, berline 4 portes
- Si : V6 de 2.5 L, version sportive, berline à hayon 5 portes

### Amérique du sud
Au Brésil, les niveaux de finition proposés étaient:
- CLX : Zetec de 1.8 L, niveau de finition standard, berline 4 portes, berline à hayon 5 portes et break 5 portes
- GLX : Zetec de 2.0 L, niveau de finition de milieu de gamme, berlines 4 portes et à hayon 5 portes et break 5 portes
- Ghia : V6 Duratec HE de 2.5 L, niveau de finition version luxe et sport, seulement en berline 4 portes

## Ford Contour et Mercury Mystique
La Ford Contour et sa variante Mercury, rebaptisée Mercury Mystique, sont des versions nord-américaines de la Ford Mondeo de première génération, commercialisée pour les années modèles 1995-2000 en tant que berline quatre portes, remplaçant la Ford Tempo et la Mercury Topaz. La production à l'usine d'assemblage de Kansas City à Claycomo, Missouri, et à l'usine d'assemblage de Cuautitlán a commencé le 15 août 1994,.
Dérivée directement de (et développée avec) la Ford Mondeo Mk 1, les Contour et Mystique partageaient la plate-forme CDW27 de Ford avec son homologue européen. Contrairement à la première "voiture mondiale" de Ford (la Ford Escort de 1981), la Contour a été légèrement repensée pour mieux répondre aux exigences américaines. Les trois principaux systèmes partagés comprennent la structure de la carrosserie, le groupe motopropulseur et la suspension.
Bien qu'officiellement classée en tant que voiture de taille moyenne, la Contour figurait parmi les plus petites berlines du segment, ses dimensions intérieures devenant un point de critique.
La Contour et la Mystique partageaient deux moteurs avec la Mondeo, un moteur quatre cylindres en ligne Zetec 2,0 L de 125 ch et un V6 Duratec 2,5 L de 170 ch; le turbodiesel de 1,8 litre de la Mondeo n'a jamais été vendu en Amérique du Nord. Une transmission manuelle à cinq vitesses était standard avec les deux moteurs, avec une boîte automatique à quatre vitesses offerte en option.
La Ford Contour était produite avec trois niveaux de finition: la version de base GL (1995-1997), une LX plus haut de gamme et une version sportive SE. Le moteur de 2,0 L était de série sur les versions GL et LX, avec le moteur de 2,5 L de série sur les exemplaires à finition SE. En tant que changement courant en 1996, une finition optionnelle «Sport» a été introduite pour les modèles GL et SE. La Mercury Mystique était produite avec deux niveaux de finition: GS de base et LS haut de gamme (avec une finition optionnelle «Sport» disponible pour les deux versions); de 1997 à 1999, une Mystique de base sans nom était offerte.
En 1998, en même temps que sa sœur européenne, la Contour subie un profond restylage qui se perçoit notamment sur la face avant avec de nouveaux phares et une nouvelle calandre. Elle bénéficie aussi d'une version sportive baptisée SVT. Elle existait plus qu'avec un seul moteur essence mais en deux versions différentes ayant chacune leur propre puissance:
- V6 2.5 L 170 ch. pour la SE.
- V6 2.5 L 195 ch (1998-1999). Pour la SVT.
- V6 2.5 L 200 ch (1999-2000). Pour la SVT.

Elle disposait d'une boîte manuelle à cinq vitesses et d'une boîte auto à quatre rapports.

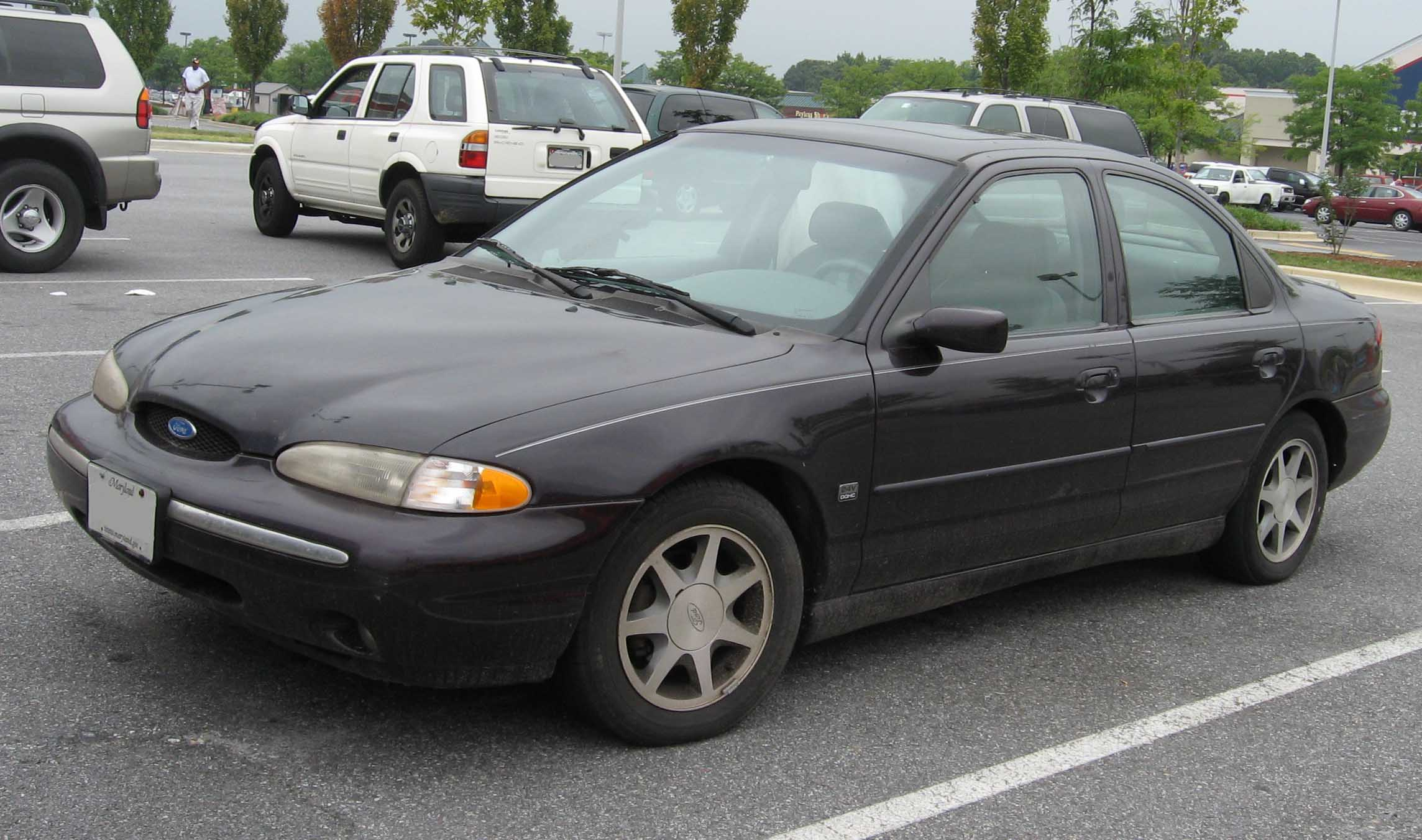
Ford Contour SE de 1995
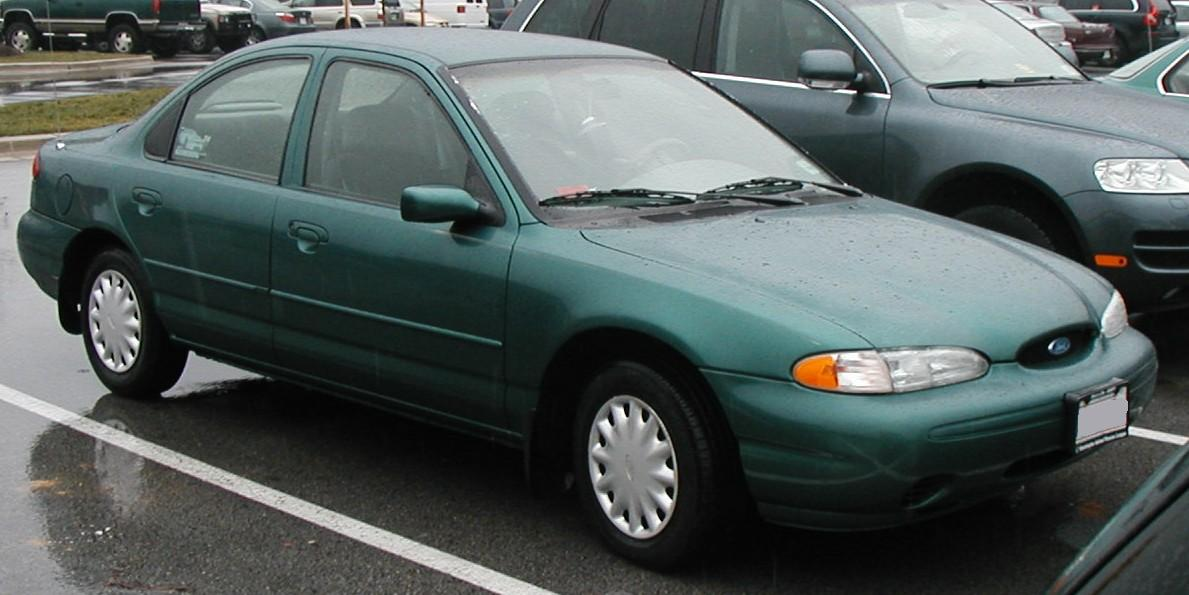
Ford Contour GL de 1995-1997
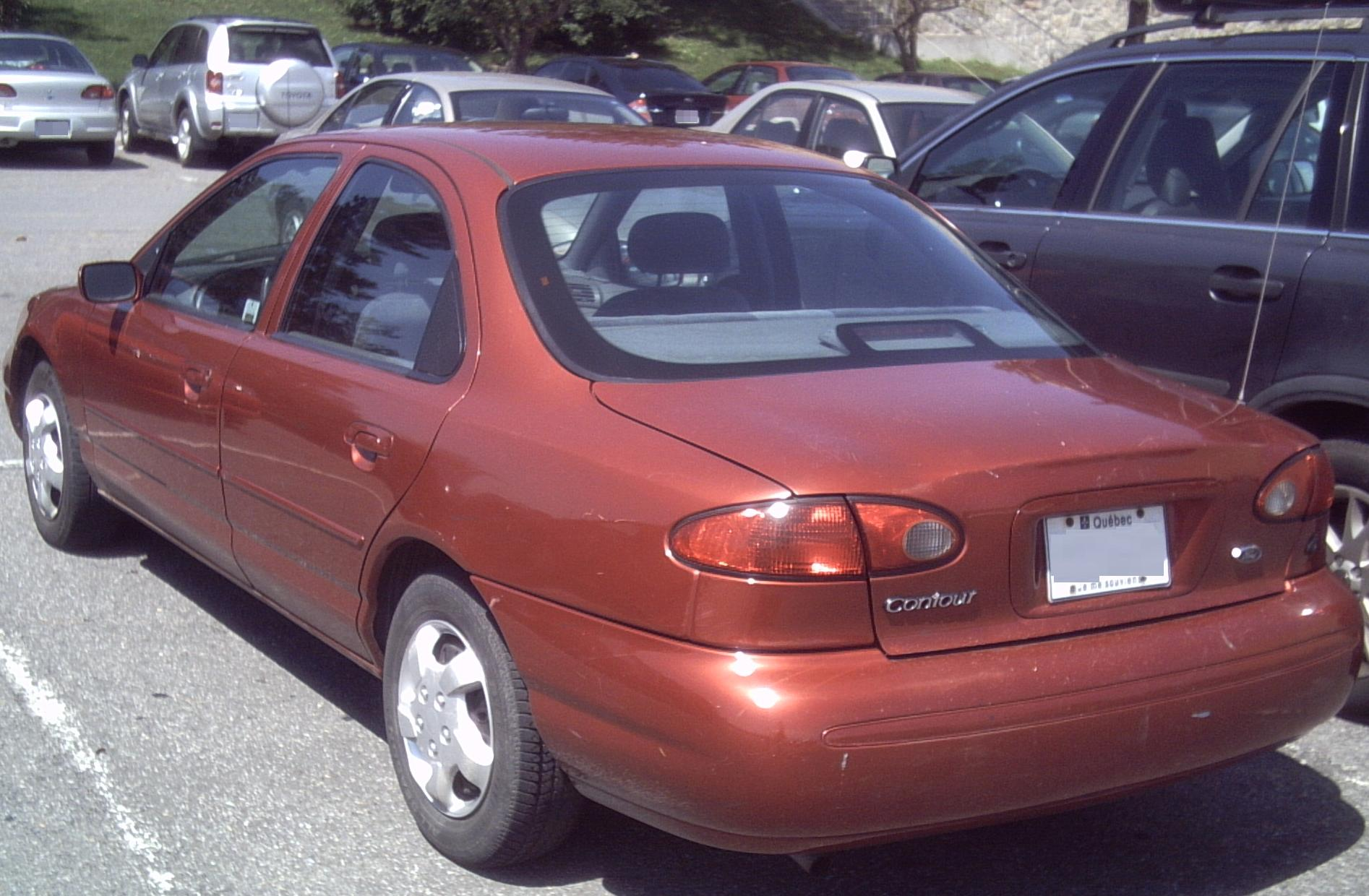
Ford Contour GL, vue arrière
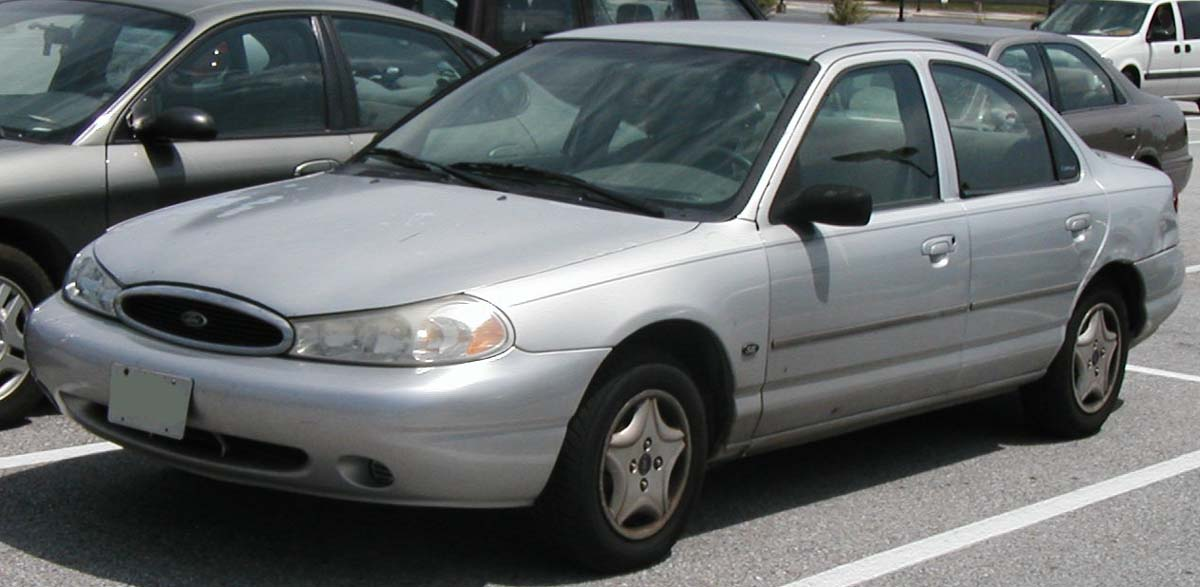
Ford Contour LX de 1998
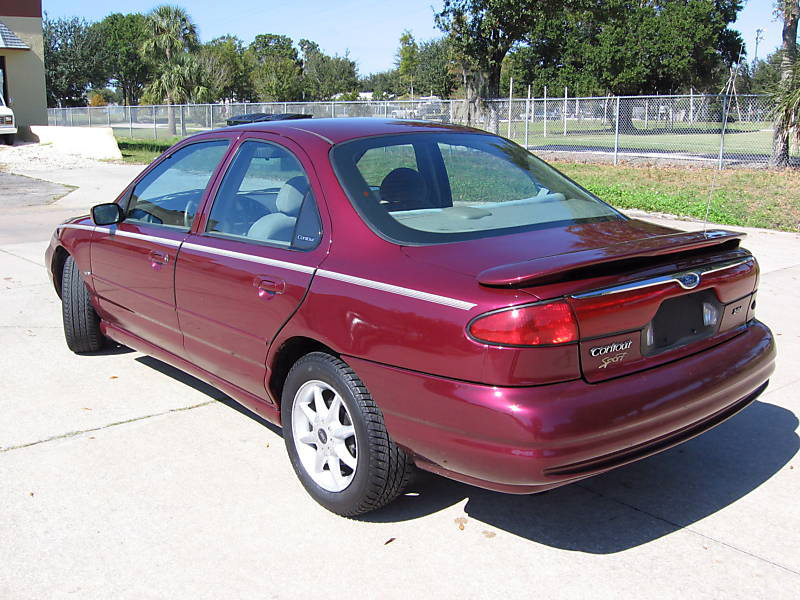
Ford Contour SE Sport, vue arrière (1998-1999)
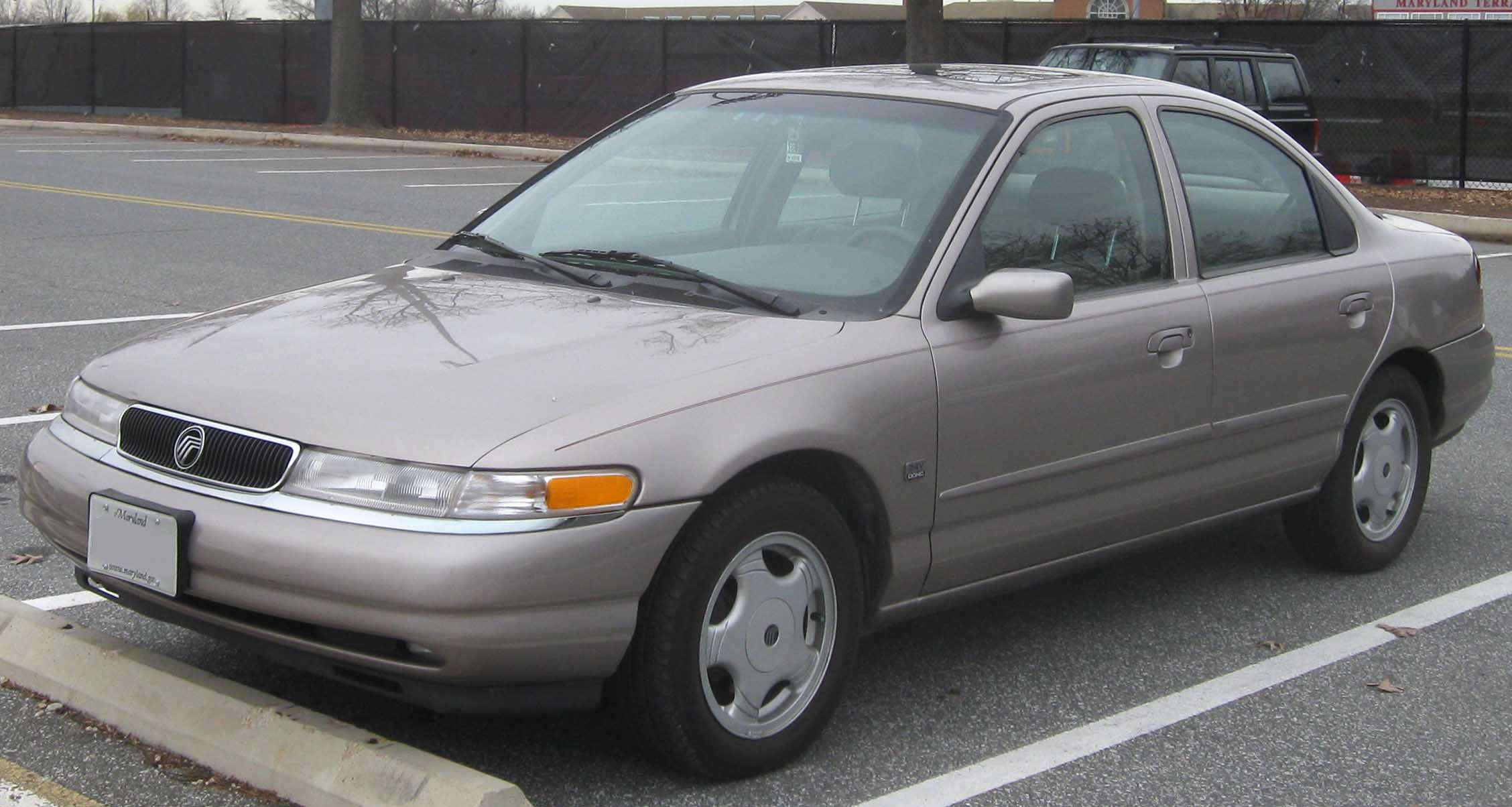
Mercury Mystique LS de 1995-1997
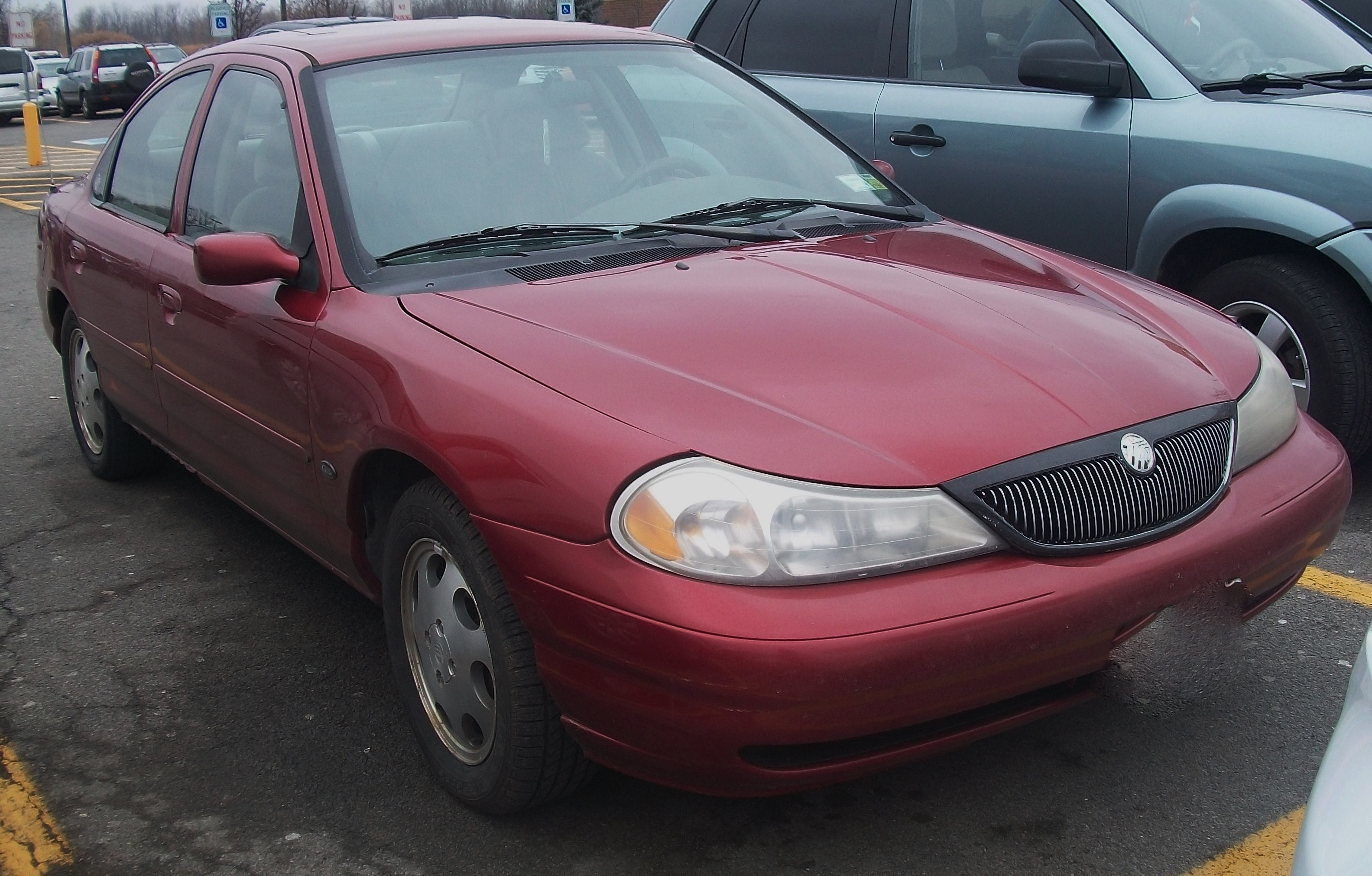
Mercury Mystique GS Sport de 1998-2000

### Restylage
Sorti début 1997 pour l'année modèle 1998, Ford a présenté une version mise à jour des Contour et Mystique avec un carénage avant, des panneaux de quart avant et arrière, des phares et des feux arrière redessinés. Les trois modèles avaient le nom du modèle écrit sur la porte arrière derrière la fenêtre passager (avec Mercury ajoutant l'emblème de sa marque).
Pour 1998, une variante haute performance de la Ford Contour a été introduite, la Ford Contour SVT (en ligne avec la plus grande Ford Taurus SHO). Pour 1999, la Ford Mondeo introduirait la version ST200; tout en partageant le groupe motopropulseur de la Contour SVT, la Mondeo ST200 a adapté différentes modifications de châssis et d'intérieur de la Contour SVT.

### Ford Contour SVT
Le Contour SVT était une version de la berline Ford Contour modifiée par l'équipe de véhicules spéciaux interne de Ford, avec tous les exemplaires provenant de l'usine d'assemblage de Kansas City. Elle était propulsée par une version améliorée du V6 de 2,5 L, produisant 195 ch (200 ch à partir de 1999). Uniquement associé à une transmission manuelle à 5 vitesses, le véhicule a subi des améliorations à la maniabilité et aux performances, notamment une suspension réajustée, des freins améliorés, des roues plus grandes et des pneus haute performance, ainsi que l'installation de différents sièges et garnitures, une instrumentations à face blanche et une nouvelle carrosserie. Conformément à la Ford Mustang Cobra SVT, la Ford Contour SVT était principalement disponible sur commande spéciale chez des concessionnaires Ford spécialement désignés.
La Contour SVT a été produite de 1997 à 2000, avec un changement courant majeur en 1998 (faisant effectivement de la variante une année modèle de 1998,5).

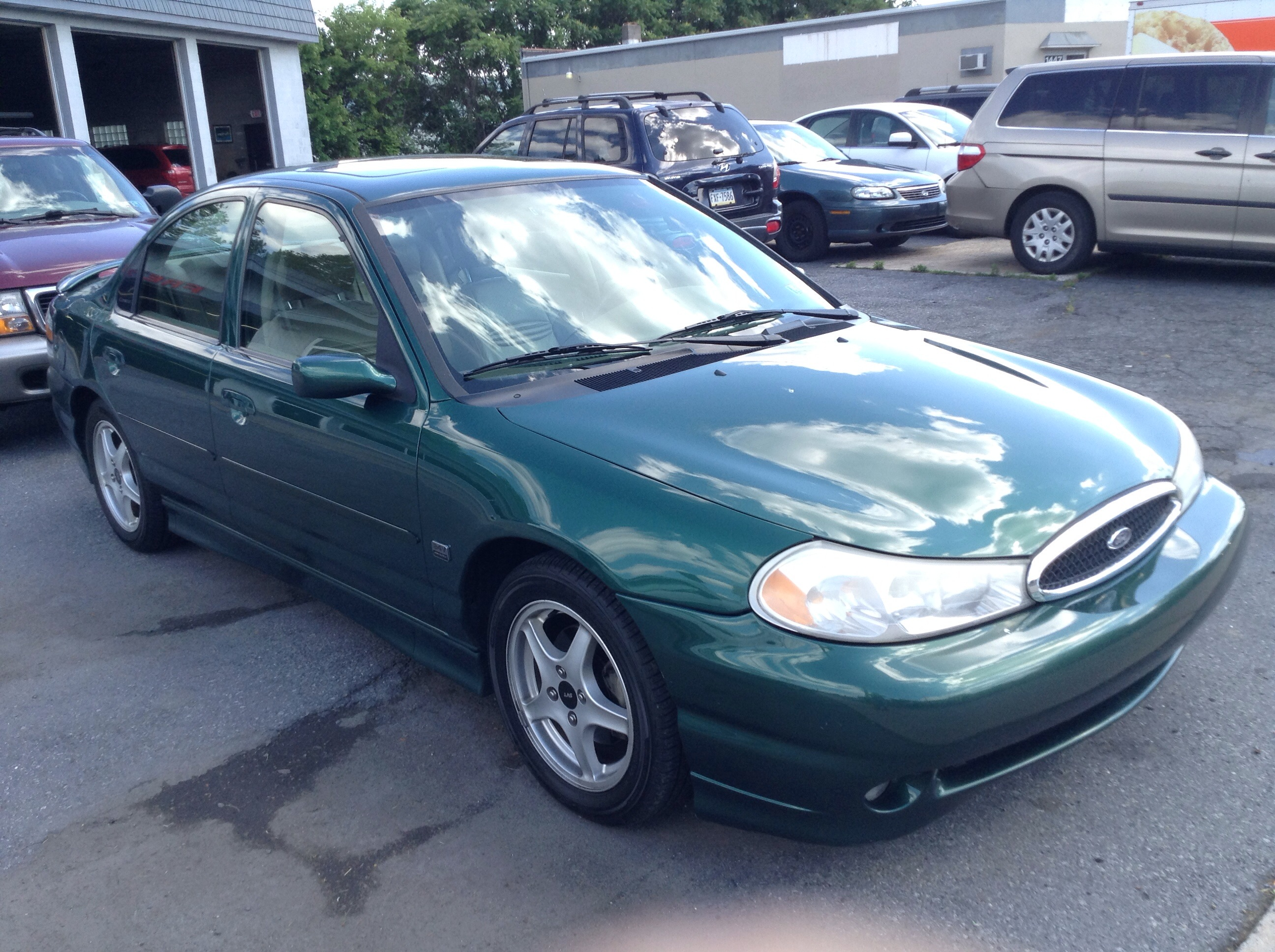
Ford Contour SVT
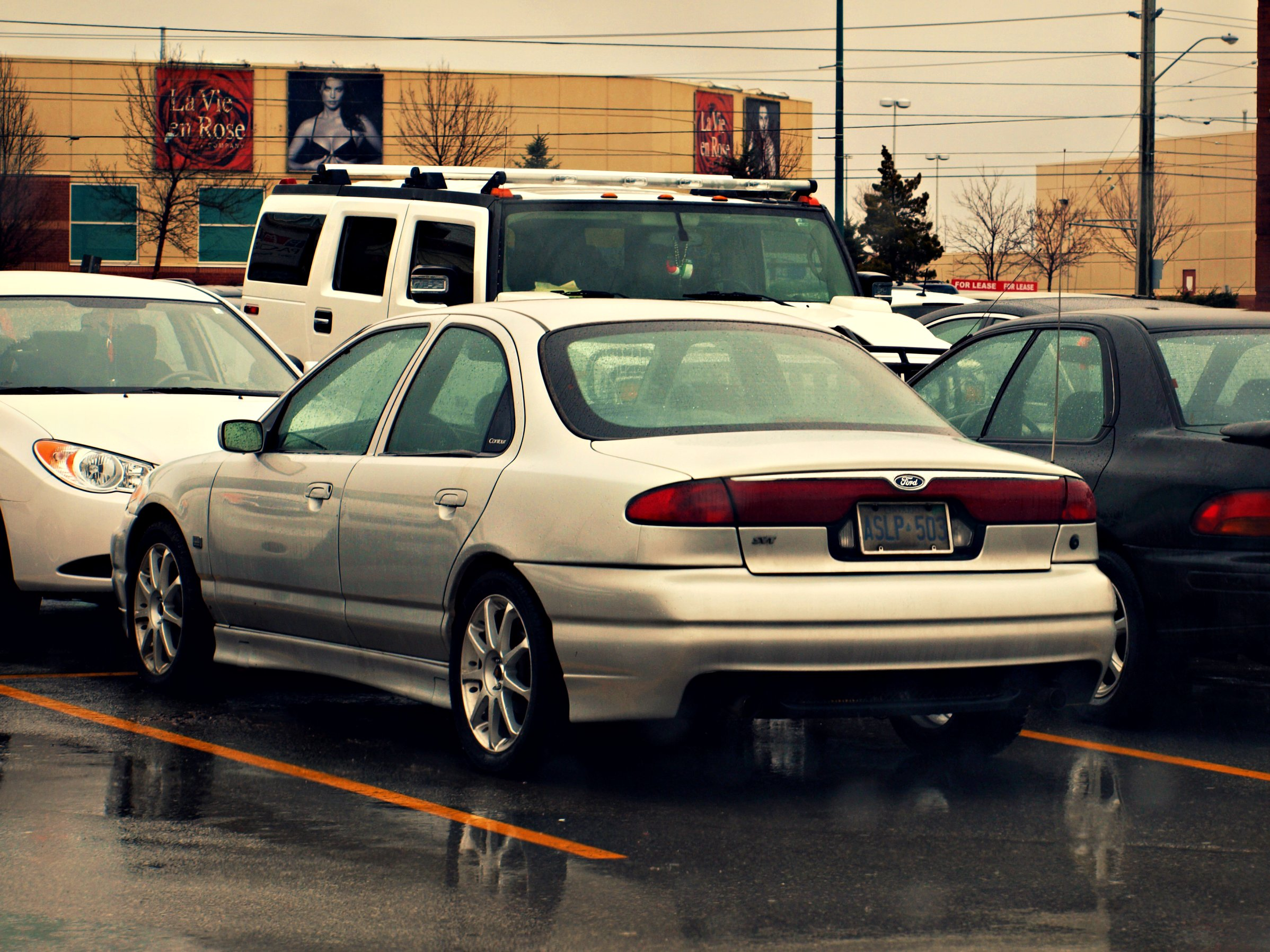
Ford Contour SVT, vue arrière
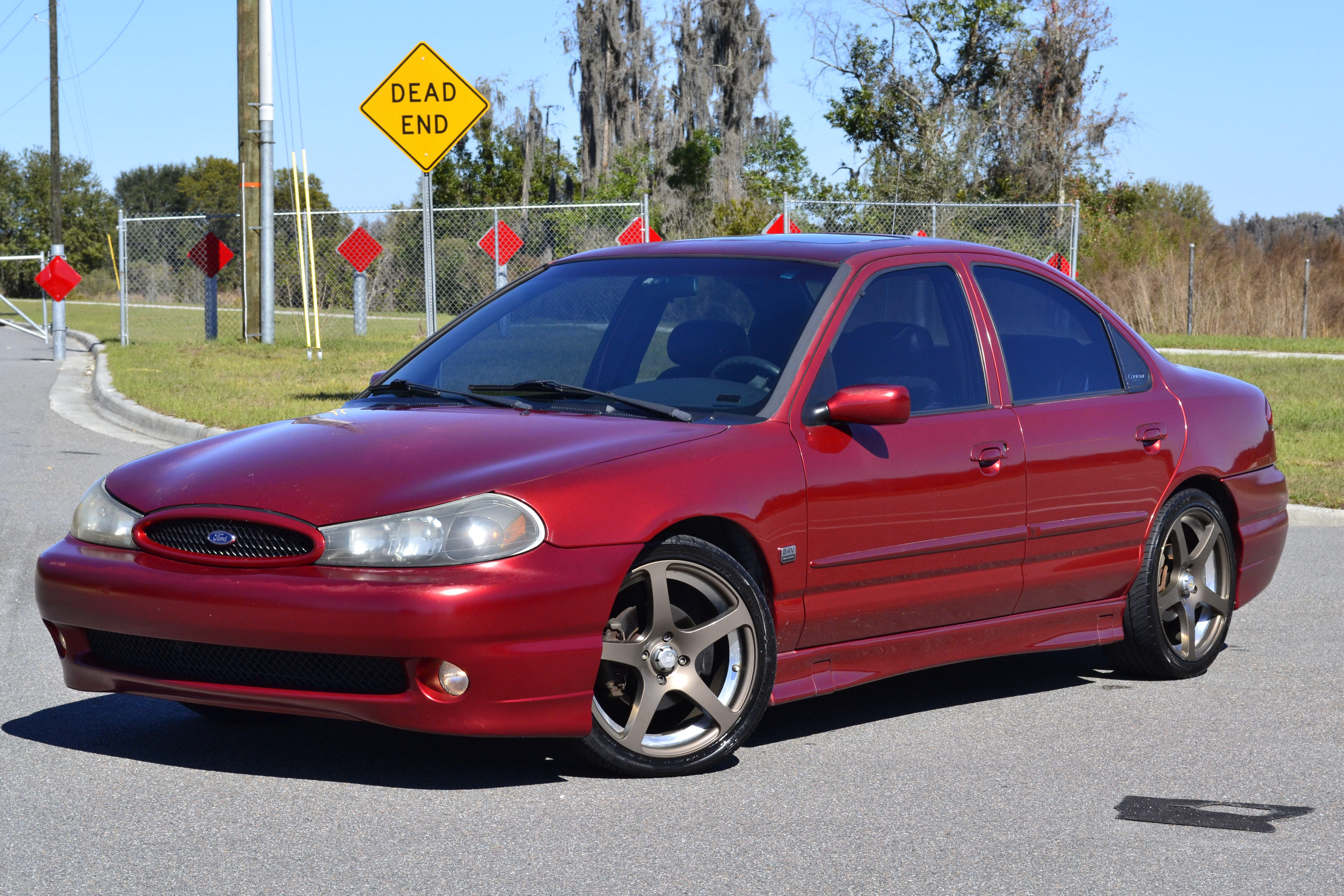
Ford Contour SVT Toreador Red de 1998 avec des roues du marché secondaire

| Année  | Moteur                     | Puissance       | Couple  | Production |
| ------ | -------------------------- | --------------- | ------- | ---------- |
| 1998   | V6 Duratec 25 SVT de 2.5 L | 195 ch (145 kW) | 224 N m | 4 485      |
| 1998.5 | V6 Duratec 25 SVT de 2.5 L | 195 ch (145 kW) | 224 N m | 2 050      |
| 1999   | V6 Duratec 25 SVT de 2.5 L | 200 ch (149 kW) | 229 N m | 2 760      |
| 2000   | V6 Duratec 25 SVT de 2.5 L | 200 ch (149 kW) | 229 N m | 2 150      |
| Total  | Total                      | Total           | Total   | 11 445     |

### Moteurs
- Quatre cylindres en ligne Zetec 2.0 L de 125 ch (97 kW)
- V6 Duratec 25 2.5 L de 170 ch (125 kW)
- V6 Duratec 25 2.5 L de 198 ch (145 kW) (SVT de 1998)
- V6 Duratec 25 2.5 L de 203 ch (149 kW) (SVT de 1999 et 2000)

### Modifications par année modèle
1996
- Les dossiers des sièges avant étaient en retrait, ce qui améliorait l'espace pour les jambes aux jambes arrière.
- Les coussins des sièges arrière ont été repositionnés pour augmenter l'espace.
- Les bandes de pare-chocs chromées ont été abandonnées, ce qui a donné des pare-chocs monochromes.
- Les jantes en alliage à sept branches deviennent la norme pour le modèle SE.
- Sièges arrière divisés maintenant disponibles sur tous les modèles.
- Le module de commande du groupe motopropulseur a été remplacé par le plus récent EEC-V pour être compatible avec l'OBD-II.
- La transmission manuelle a été retravaillée pour des changements de rapports plus faciles.

1997
- De nouveaux modèles de base à prix avantageux ont été introduits à la fin de 1997 pour les Contour et Mystique.
- Le contrôle de traction est abandonné de la liste d'option.
- Ajout d'un éclairage intérieur du coffre
- Les volants s'inclinent maintenant
- Les miroirs chauffants sont abandonnés de la liste d'option.
- L'étiquette «Carburant sans plomb uniquement» a été retirée de la jauge à carburant.
- Diverses pièces et couvercles en plastique intérieurs de la Contour ne sont plus peints en argent et sont laissés en noir.
- Le déverrouillage à distance de la porte de carburant a été abandonné.
- Mystique : lecteur CD et sièges avant électriques en option sur la GS, de série sur la LS

1998
- Nouveau design pour les carénages avant et arrière, y compris un contour de calandre chromé et des phares plus grands; la Mystique reçoit des emblèmes latéraux Mercury sur les vitres latérales arrière.
- L'intérieur de la Mystique a également reçu de nouveaux choix de tissus (les sièges en cuir, auparavant en option, sont devenus de série sur les modèles LS) et des garnitures en faux bois pour la rendre plus haut de gamme que la Contour.
- La transmission manuelle à cinq vitesses est passé de changement par tige à changement par câble.
- La version haute performance de la Contour SVT fait ses débuts, disponible uniquement en Silver Frost, Toreador Red et Black Ebony avec intérieur Midnight Blue.
- Ligne de toit modifiée et plate-forme arrière raccourcie pour une meilleure garde au toit à l'arrière
- L'inclinaison du siège se fait par un levier et non plus par un bouton.
- La ceinture de sécurité du siège central arrière passe de deux points à trois points.
- Nouvelles consoles centrales; les porte-gobelets escamotables sont remplacés et sont maintenant moulés dans la console.
- L'éclairage de la boîte à gants, l'éclairage sous le capot, les pare-soleil éclairés et les lumières de poignée de porte sont supprimés.
- Les sièges arrière pour enfants intégrés sont disponibles en option sur la Mystique.
- Les voyants d'avertissement sur le tableau de bord ont été déplacés à différents endroits. Les moulures sont restées les mêmes.
- Le marqueur de jauge de carburant vide rouge est resté blanc.
- Des coussins gonflables de «deuxième génération», moins puissants, sont devenus de série.

1998.5
Au milieu de la production du modèle de 1998 (fabriqué après février 1998), Ford a décidé d'apporter plusieurs modifications supplémentaires à la Contour SVT. Cela a abouti à une distinction notable entre les Contour SVT de début et fin 1998. Pour différencier les deux, le modèle de fin 1998 est parfois appelé «1998.5», ou encore, le modèle de début 1998 est appelé «E0» et le modèle de fin 1998 est appelé «E1». Les changements de milieu d'année sont indiqués ci-dessous.
- Les sièges arrière divisés ne sont désormais disponibles que sur le modèle SE.
- L'horloge intégrée au tableau de bord est déplacée vers l'affichage de l'unité principale de la stéréo.
- Nouvelles jantes en alliage d'aluminium SVT de style Cobra
- Les pneus Goodyear Eagle F1 spécifiques à la SVT remplacent les pneus Goodyear GS-C. La taille 205/55-16 est conservée.
- Différentes valves de jambe de force et pneus ont augmenté le nombre de patins de .84 à .90 G.
- Le mot «normal» a été supprimé de la jauge de température. "C" pour froid (Cool en anglais) et "H" pour chaud (Hot en anglais) ont été ajoutés.

1999
- Tous les modèles sont équipés d'un réservoir de carburant légèrement plus grand à 58 L.
- Un léger changement a été apporté à la conception du tableau de bord. La pièce en plastique autour de la fenêtre avant a été éliminée.
- Les sièges ont de nouveau été modifiés pour plus d'espace pour les jambes à l'arrière.
- Le moteur quatre cylindres en ligne de 2.0 L a reçu 5 ch supplémentaires
- La puissance nominale du moteur de la Contour SVT a augmenté de 5 ch pour 200 ch en raison de l'usinage par écoulement abrasif supplémentaire des orifices d'admission primaire et secondaire.
- La SVT est proposée en Tropic Green.
- La SVT gagne un intérieur en cuir beige pour les modèles en Tropic Green et Toreador Red, et en option dans les voitures en Black Ebony.
- La SVT reçoit de nouveaux pneus BF Goodrich KDW. La taille passe à 215/50-16.
- Les synchroniseurs de transmission révisés ont résolu un problème de la SVT de 1998.
- La suspension de la Mystique a été réglée pour une conduite plus douce.

2000
- La cylindrée du moteur V6 Duratec a légèrement diminuée, mais le taux de compression a été augmenté pour compenser. Cela a été fait pour garder le moteur Mazda utilisé dans les véhicules japonais afin de maintenir un niveau de taxe inférieur basé sur la cylindrée du moteur.
- Les jupes latérales avec effet au sol de la Contour SE Sport ont été abandonnées
- L'option de spoiler arrière a été ajoutée pour la SVT
- Les modèles Contour à quatre cylindres sont uniquement restés des véhicules de flottes.
- Les modèles Mystique GS et LS sont revenus avec des déclencheurs d'urgence dans le coffre. Mercury a retiré la Mystique de sa gamme au début de l'année modèle 2000. La production de la Mystique a pris fin le 23 décembre 1999, mais la production de la Contour s'est poursuivie jusqu'à la fin de l'automne 2000 pour soutenir les flottes de location.
- La dernière Ford Contour est sortie de la chaîne de montage le 19 octobre 2000.
- Ford a réduit sa gamme, la remplaçante la plus similaire pour la Contour, la Fusion, n'a fait ses débuts qu'en 2006

### Accueil
La Contour et la Mystique ont toutes deux été félicitées pour leur maniabilité et leur qualité de roulement, et ont même été surnommées «Une berline quatre portes amusante qui offrait des mouvements européens à des prix américains» dans une revue d'Edmunds. Pour la version SVT, Edmunds.com a nommé la Contour SVT berline à moins de 25 000 $ la plus recherchée pour 1999
La Contour et la Mystique figuraient sur la liste des dix meilleurs du magazine Car and Driver pour 1995, 1996 et 1997. Bien que le personnel de Car and Driver ait écrit un article en 2009 s'excusant pour l'inclusion de la Ford Contour sur la liste des «dix meilleurs», c'était la seule voiture que le personnel n'a pas carrément rétracté de la liste, mais a cité que, rétrospectivement, la voiture aurait dû être considérée comme trop petite pour sa gamme de prix pour répondre correctement aux critères, et c'est la raison probable de l'échec de la voiture à atteindre un attrait généralisé.
La Ford Contour a également été nommée All Star du magazine Automobile pour 1995, 1996, 1997 et 1998.

### Sécurité
L'Institut d'assurance pour la sécurité routière a attribué à la Contour une note globale «Pauvre» pour collision frontale. La tête, le cou et la poitrine étaient tous bien protégés et le mouvement du mannequin était bien contrôlé, mais une intrusion excessive dans le plancher a contribué à des forces élevées sur les deux jambes et à une note structurelle «Marginale». La Contour a reçue cinq étoiles pour le conducteur et le passager dans le test de la NHTSA.

## Ventes
En Europe, la Mondeo a été immédiatement déclarée leader de la catégorie. Elle a été élue voiture de l'année en 1994, devant la nouvelle Xantia de PSA. La Mondeo rénovée était initialement populaire, étant la troisième voiture neuve la plus vendue en Grande-Bretagne de 1996 à 1998. Cependant, en 1999, elle a plongée à la sixième place et avait été dépassée par sa plus grande rivale, la Vauxhall Vectra.
Cependant, la Contour/Mondeo a eu du mal à rivaliser en Amérique du Nord et en Australie. Aux États-Unis et au Canada, la Contour souffrait d'une incompatibilité de marché comme la Ford Tempo précédente, qui à la fin de sa production était un modèle du milieu des années 1980 dépassé qui se vendait principalement à bas prix aux clients et aux flottes bas de gamme. En revanche, la Contour était beaucoup plus chère car Ford espérait la vendre pour ses qualités de rachat, à la place; un modèle de base de la Contour coûtait plusieurs centaines de dollars de plus qu'une Tempo LX toutes options, ce qui lui permettait de ne pas être mise sur le marché pour les potentiels clients fidèles de la Tempo. Les clients de la gamme de prix de la Contour étaient plutôt attirés par la Taurus qui était plus grande et offrait un meilleur rapport qualité-prix; De grandes incitations d'usine, tout au long de 1995, sur la Taurus sortante en prévision d'un modèle entièrement repensé devant être lancé plus tard cette année-là ont aidé la Taurus à pénétrer le marché initial de la Contour. La Ford Focus a ensuite remplacé la Contour après 2000.
Anticipant cela, Ford a fait monter la Taurus vers le haut de gamme avec la sortie du modèle repensé de 1996, mais la mauvaise réception des clients envers la conception du nouveau modèle et le prix élevé ont forcé Ford à continuellement réduire fortement son prix de base tout au long de sa vie, relançant la compétition en showroom entre deux modèles. De plus, la Contour a souffert d'une forte concurrence dans le segment des voitures moyennes par les autres constructeurs automobiles américains. La Chrysler Cirrus à prix similaire, lancée simultanément par la Chrysler Corporation pour l'année modèle 1995, correspondait à la Contour en termes de conception, de performances et de dynamique de conduite, mais avait plus de fonctionnalités et un intérieur plus grand. Le lancement en 1996 par General Motors de la Chevrolet Malibu à bas prix a encore réduit les ventes de Contour. La Mondeo a été en butte à des problèmes similaires en Australie, car elle était entravée par une concurrence féroce de la part des concurrentes japonaises sur le marché des voitures de taille moyenne déjà limité, tandis que son prix élevé poussait les clients potentiels vers la Ford Falcon plus grande et mieux équipée. Les lourdes ventes de Taurus et de Falcon aux flottes, qui ont conduit à un grand volume d'exemplaires de un et deux ans à faible kilométrage et à bas prix, saturant le marché des véhicules d'occasion, a également contribué à rendre la Contour/Mondeo difficile à vendre aux consommateurs américains et australiens respectifs.
Cependant, une autre théorie a été avancée par certains journalistes automobiles. Comme la Mondeo a été développée en Europe avec une contribution limitée des opérations nord-américaines et australiennes de Ford, les dirigeants des deux opérations n'étaient pas enthousiasmés par la voiture et n'avaient aucun scrupule à la laisser échouer sur leurs marchés respectifs pour permettre le succès continu de leurs modèles développés localement. Ford a retiré la Mondeo et a quitté le marché des voitures de taille moyenne sur les deux continents en 2000, pour ne revenir qu'au lancement, en 2005, de la Fusion en Amérique du Nord et au retour, en 2007, de la Mondeo en Australie. La Mondeo est revenue en Amérique du Nord en 2012 en tant que Fusion de 2013 redessinée dans le cadre du plan d'affaires «One Ford». Les Mondeo redessinées, en raison de leur taille plus grande, de leurs meilleurs prix, de l'augmentation de la contribution au développement des clients australiens et américains et de l'évolution de la démographie du marché, ont été couronnées de succès sur les deux continents.
La Mondeo a été lancée en Australie en 1995, mais n'a pas été un succès commercial, où, de même, un modèle local beaucoup plus grand, la Falcon, était disponible et a été abandonnée en 2000. Ford s'est complètement retiré du segment de marché des voitures de taille moyenne en Australie, faisant valoir qu'il était en déclin. La version break, la première Ford de taille moyenne du genre à être vendue en Australie depuis la Cortina, a été abandonnée en 1999. Elle a luttée contre des modèles intermédiaires japonais tels que la Honda Accord et la Subaru Liberty, ainsi que l'Holden Vectra, également importée d'Europe, bien que contrairement à la Mondeo, elle a été brièvement assemblée localement. Depuis, la Mondeo est revenue en Australie en 2007 avec un tout nouveau modèle.
En Australie, les Ford Mondeo de 1995 à 2000 ont été évaluées dans le rapport de sécurité des voitures d'occasion 2006 comme offrant une protection «nettement supérieure à la moyenne» pour leurs occupants en cas d'accident.
La Mondeo a été lancée en Nouvelle-Zélande pour remplacer la Telstar basée sur la Mazda 626 à la suite de la fermeture de l'usine d'assemblage de Ford Nouvelle-Zélande en 1997. De nombreuses Mondeo de modèles antérieurs, importées du Japon, étaient également vendues localement.
En 1997, la Mondeo a été introduite en Afrique du Sud en remplacement de la Ford Telstar. Elle était produite localement dans l'usine de Silverton en modèles berlines de 1,8 litre et 2,0 litres. La production étant limitée à un seul style de carrosserie, les modèles break (2,0 litres) et à hayon (V6 de 2,5 litres) étaient importés aux côtés des modèles berline. La Mondeo a été l'une des premières voitures grand public en Afrique du Sud à introduire des airbags comme équipement standard[réf. nécessaire]. Les ventes de berlines n'ont jamais été un succès majeur[réf. nécessaire] - le style assez radical est cité comme le problème principal par un marché de véhicules encore conservateur.
À Taïwan, Ford Lio Ho a produit une version de la Mondeo connue sous le nom de Mondeo M2000, qui avait une partie avant similaire à la Mercury Mystique sortante, mais avec des badges Ford. Son extrémité arrière était similaire à celle des modèles européens.

## Ventes aux États-Unis[17]
| Année civile | Contour         | Mystique |
| ------------ | --------------- | -------- |
| 1993 à 1994  | NC              |          |
| 1995         | 174 214         |          |
| 1996         | 174 187         |          |
| 1997         | 151 060         |          |
| 1998         | 139 838         |          |
| 1999         | 134 487         | 39 531   |
| 2000         | 45 109          | 16 208   |
| Total        | 818 895 (6 ans) |          |